# Pseudoscaphirhynchus
Pseudoscaphirhynchus kritično je ugroženi rod jesetri iz srednje Azije.
Sastoji se od tri vrste:
- Pseudoscaphirhynchus fedtschenkoi, Kessler, 1872.
- Pseudoscaphirhynchus hermanni, Kessler, 1877.
- Pseudoscaphirhynchus kaufmanni, Kessler, 1877.[1]

## Rasprostranjenost
Ribe roda Pseudoscaphirhynchus naseljavaju riječne tokove srednje Azije. Glavna staništa su u rijekama Sir-Darja i Amu-Darja. U prošlosti su naseljavale i Aralsko jezero.